# メンドシーノ岬

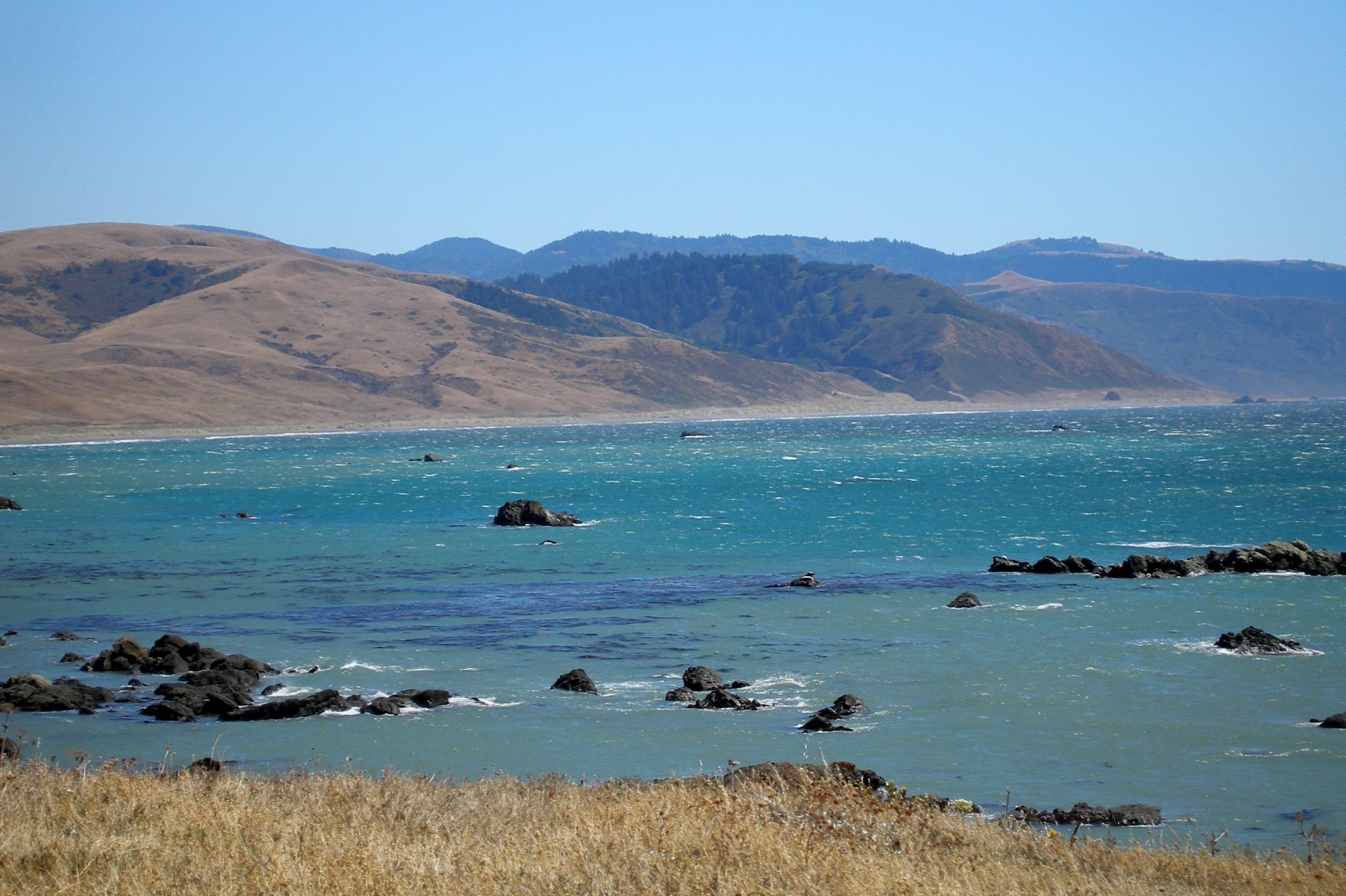
メンドシーノ岬海岸

メンドシーノ岬（メンドシーノみさき。英語、Cape Mendocino）は、北アメリカ大陸西海岸の北緯40度線よりも僅かに北に位置する、太平洋に面した岬である。なお、片仮名転記ではメンドシノ岬と表記されている例も見られるものの、以降はメンドシーノ岬で統一する。

## 地理
メンドシーノ岬は北緯40度26分24秒 西経124度24分34秒 / 北緯40.44013度 西経124.4095度座標: 北緯40度26分24秒 西経124度24分34秒 / 北緯40.44013度 西経124.4095度付近に位置する

。
この場所は、アメリカ合衆国西部カリフォルニア州北部のメンドシーノ郡ではなく、メンドシーノ郡の北に接しているハンボルト郡に属している

。
なお、この岬は、島嶼部を除くとカリフォルニア州においては最西端に当たる。参考までに、カリフォルニア州の最西端の島は、シュガーローフ島（Sugarloaf Island）だが

、この島はメンドシーノ岬のすぐ沖合いに位置している

。
この他に、付近には例えばプランツ岩礁（Blunt's Reef）と呼ばれる岩礁も存在する

。
プランツ岩礁は付近を航行する船舶にとっては特に危険であり、たびたび海難事故が起きてきた場所でもある

。
メンドシーノ岬には燈台こそ設置されているものの、この岬付近の海岸はロスト海岸と呼ばれているほど、カリフォルニア州の海岸部では開発があまりされてこなかった地域である。これは、ロスト海岸付近は地形が険しいことが一因である。

## 地震の巣

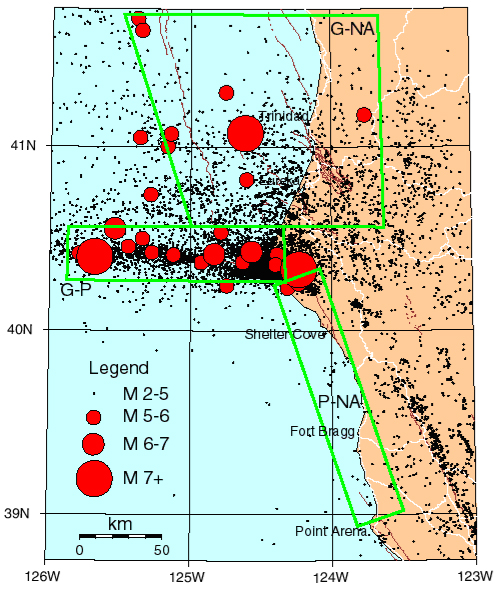
1985年から2003年にかけてのメンドシーノ岬付近で起きた地震の震源地。

メンドシーノ岬付近は、アメリカ合衆国の大陸部分の中でも、非常に地震活動が活発な地域として知られている。規模の大きな地震も発生しており、例えば岬の西の沖合いで発生した1992年の4月25日から26日にかけて起きたメンドシーノ岬地震のモーメントマグニチュードは7.2に達した

。
ただ、カスケード沈み込み帯は、1992年のメンドシーノ岬地震よりももっと強力な地震を発生させ、さらに津波も引き起こす危険性を孕んでいると考えられている。多くの地質学者や地震学者は、もしかしたら1992年のメンドシーノ岬地震は北部太平洋で発生するより巨大な地震の前兆現象の可能性もあると信じている

。
メンドシーノ岬の沖合いの地下にはメンドシーノトリプルジャンクションと呼ばれる部分が存在する。地質学で言うトリプルジャンクション（三重会合点）とは、3枚のプレートが重なっている場所を指す。現在の地球上では特に大きなプレートである太平洋プレートと北アメリカ大陸プレートとの境界にも近い上に、カスケード沈み込み帯で北アメリカ大陸プレートの縁の下にゴルダプレートが沈み込んでいるのである。メンドシーノトリプルジャンクションの西にはメンドシーノ断層が伸びており、これは太平洋プレートとゴルダプレートの境界なのである。その上、太平洋プレートと北アメリカ大陸プレートの境界に当たり、サンフランシスコ地震などたびたび大地震を発生させている横ズレ断層のサンアンドレアス断層とも近いのである。

## 名称
この岬の名称は、スペインの冒険家であったアンドレス・デ・ウルダネータ（Andrés de Urdaneta）が、ヌエバ・エスパーニャの副王であったアントニオ・デ・メンドーサに敬意を表して、1565年に命名したものである。

## 歴史
16世紀以来、北アメリカ大陸の西海岸を巡ってメキシコのアカプルコまでの旅の際に、メンドシーノ岬はランドマークの1つとされてきた。1848年に、アメリカ合衆国は、2018年現在のアメリカとメキシコの国境からメンドシーノ岬付近までの地域を、メキシコから割譲させて自国の領土とした。1868年12月1日には岬から南南東に約300 kmに位置する都市サンフランシスコで製造した部品を、この地で組み立ててメンドシーノ岬燈台が設置された。なお、2013年に新たに作られたメンドシーノ岬燈台は、元々の燈台の位置からは少し違った位置に設置されている

。